# Nombre primer de Newman-Shanks-Williams
En matemàtiques, un nombre primer de Newman-Shanks-Williams (o primer de NSW) és un nombre primer p que pot ser expressat com:
{\displaystyle S_{2m+1}={\frac {\left(1+{\sqrt {2}}\right)^{2m+1}+\left(1-{\sqrt {2}}\right)^{2m+1}}{2}}}.
Aquests nombres primers de NSW van ser descrits per primer cop per Morris Newman, Daniel Shanks i Hugh C. Williams l'any 1981 quan estudiaven els grups finits simples amb arrels quadrades. Els primers nombres primers de NSW són:
7, 41, 239, 9369319, 63018038201, …
que corresponen als nombres que tenen com a índex m:
3, 5, 7, 19, 29, …
La seqüència S que es mostra en la fórmula pot ser descrita a través de la següent relació de recurrència:
{\displaystyle S_{0}=1\,}
{\displaystyle S_{1}=1\,}
{\displaystyle S_{n}=2S_{n-1}+S_{n-2}\qquad {\text{per tot }}n\geq 2.}
Els primers termes de la seqüència són:
1, 1, 3, 7, 17, 41, 99, ...
Cada terme de la seqüència és igual a la meitat del terme corresponent en la sèrie de nombres de Pell-Lucas, seqüència definida com:
{\displaystyle Q_{n}={\begin{cases}2&{\mbox{si }}n=0;\\2&{\mbox{si }}n=1;\\2Q_{n-1}+Q_{n-2}&{\mbox{altrament.}}\end{cases}}}

## Altres expressions[1]

### Com a solució d'una equació diofantina
La fórmula explícita
{\displaystyle S_{2m+1}={\frac {\left(1+{\sqrt {2}}\right)^{2m+1}+\left(1-{\sqrt {2}}\right)^{2m+1}}{2}}.}
S'obté com a solució per {\displaystyle m} per l'equació diofantina
{\displaystyle 2n=m^{2}+1}

### Interpretació geomètrica
L'equació diofantina de l'apartat anterior pot interpretar-se geomètricament amb {\displaystyle m} indexant la diagonal dels quadrats de costat {\displaystyle n} amb llargària igual a {\displaystyle 1+m^{2}}.

### Com a relació de recurrència
El valor de {\displaystyle m} pot expressar-se com la relació de recurrència
{\displaystyle S(k)=6S(k-1)-S(k-2)}